# Pylaisiella falcata
Pylaisiella falcata là một loài Rêu trong họ Hypnaceae. Loài này được (Schimp.) Ando miêu tả khoa học đầu tiên năm 1978.